# Tallviken
Tallviken var före 2015 en av SCB avgränsad och namnsatt småort i Mönsterås socken i Mönsterås kommun i Kalmar län. Småorten upphörde 2015 när området växte samman med bebyggelsen i Mönsterås.